# Harpiosquilla
Harpiosquilla là một chi tôm tít trong họ Squillidae.

## Các loài
- Harpiosquilla annandalei (Kemp, 1911)
- Harpiosquilla harpax (de Haan, 1844)
- Harpiosquilla indica Manning, 1969
- Harpiosquilla japonica Manning, 1969
- Harpiosquilla melanoura Manning, 1968
- Harpiosquilla raphidea (Fabricius, 1798)
- Harpiosquilla sinensis Liu & Wang, 1998
- Harpiosquilla stephensoni Manning, 1969